# 下見村
下見村（したみむら）は、広島県賀茂郡にあった村。現在の東広島市の一部にあたる。

## 地理
西条盆地の中央部に位置していた。
- 河川：番蔵川、黒瀬川[1]

## 歴史
- 1889年（明治22年）4月1日、町村制の施行により、賀茂郡下見村が単独で村制施行し、下見村が発足[1][2]。
- 1939年（昭和14年）7月1日、賀茂郡西条町、吉土実村、御薗宇村、下見村、寺西村と合併し、西条町が存続して廃止された[1][2]。

### 地名の由来
もとは下原といい、鎌倉時代の支配者とされる水戸新四郎が山頂から支配地を下に見たことから「下見」と称された。

## 産業
- 農業[1]

## 教育
- 1891年（明治24年）下見簡易小学校を下見尋常小学校に改組[1]。
- 1914年（大正3年）農業補習学校を併設[1]。
- 1922年（大正11年）高等科を併設[1]。